# Tom Allen
Thomas Hodge Allen, detto Tom (Portland, 16 aprile 1945), è un politico e avvocato statunitense, membro della Camera dei Rappresentanti per lo stato del Maine dal 1997 al 2009.

## Biografia
Allievo del Bowdoin College e del Wadham College, Allen si laureò in legge ad Harvard ed esercitò la professione di avvocato.
Dopo aver lavorato nello staff del senatore Edmund Muskie, Allen fu eletto come democratico nelle file del consiglio comunale di Portland, di cui fu anche sindaco.
Nel 1996 venne eletto deputato alla Camera dei Rappresentanti e fu riconfermato per altri cinque mandati. Nel 2008 decise di non concorrere per la rielezione e si candidò al Senato come avversario della repubblicana in carica Susan Collins, ma venne sconfitto con ampio margine.